# روي إساندوه
روي إساندوه (بالإنجليزية: Roy Essandoh)‏ هو لاعب كرة قدم بريطاني في مركز الهجوم، ولد في 17 فبراير 1976 في بلفاست في المملكة المتحدة. لعب مع إبسفليت يونايتد وبري تاون وبرينتري تاون وبيشوب ستورتفورد وبيليريكاي تاون وروشدين ودايموندز وسانت نيوتس تاون وغلينافون وكامبريدج يونايتد ونادي إيست فيف ونادي إيفرتون ونادي بارنت ونادي سانت بولتن ونادي فآسا ونادي كامبريدج ستي ونادي كيترينغ تاون ونادي ماذرويل ونادي يوفاسكولا وويكمب وندررز.

## وصلات خارجية
- روي إساندوه على موقع قاعدة بيانات كرة القدم.إي يو (الإنجليزية)
- روي إساندوه على موقع Soccerbase.com (لاعب) (الإنجليزية)